# Adelheid van Bourgondië (1209-1279)
Adelheid van Bourgondië (circa 1209 — Évian, 8 maart 1279) was van 1248 tot 1279 gravin van Bourgondië. Ze behoorde tot het huis Andechs.

## Levensloop
Adelheid was de oudste dochter van hertog Otto I van Meranië en gravin Beatrix II van Bourgondië. Na de dood van haar kinderloze broer Otto III erfde ze in 1248 samen met haar echtgenoot Hugo III van Chalon het vrijgraafschap Bourgondië. Als gravin kwam Adelheid in conflict met Rooms-Duits koning Rudolf I van Habsburg.
Na de dood van haar eerste echtgenoot in 1266 hertrouwde ze in 1267 met Filips I van Savoye, voormalig aartsbisschop van Lyon en vanaf 1268 eveneens graaf van Savoye. Filips I regeerde samen met Adelheid over het vrijgraafschap Bourgondië en Adelheid was door haar huwelijk eveneens gravin van Savoye en Bresse.
In 1279 overleed Adelheid, waarna ze begraven werd in de abdij Cherlieu nabij Besançon.

## Nakomelingen
Adelheid en haar eerste echtgenoot Hugo III van Chalon, met wie ze in 1236 huwde, kregen volgende kinderen:
- Otto IV (1248-1302), graaf van Bourgondië
- Hugo (overleden in 1312), heer van Montbrison en Aspremont
- Etienne (overleden in 1299)
- Reinoud (overleden in 1321), graaf van Montbéliard
- Hendrik
- Jan (overleden in 1302), graaf van Montaigu
- Alix, werd zuster in de abdij van Fontevraud
- Elisabeth (overleden in 1275), huwde met graaf Hartman van Kyburg
- Hippolyte, huwde met graaf Aymer IV van Poitiers en Diois
- Guyonne (overleden in 1316), huwde met heer Thomas III van Piëmont
- Margaretha, werd zuster in de abdij van Fontevraud
- Agnes, huwde met graaf Filips II van Vienne

Adelheid en haar tweede echtgenoot Filips I van Savoye bleven kinderloos.

## Voorouders
| Overgrootouders | Berthold III van Andechs (1110-1188) ∞ Hedwig van Wittelsbach (-1174)       | Berthold III van Andechs (1110-1188) ∞ Hedwig van Wittelsbach (-1174)       | Dedo III van Lausitz (1130-1190) ∞ Mechtilde van Heinsberg (1135-1189)      | Dedo III van Lausitz (1130-1190) ∞ Mechtilde van Heinsberg (1135-1189)      | Keizer Frederik I Barbarossa (1122-1190) ∞ 1156 Beatrix I van Bourgondië (ca. 1140-1184) | Keizer Frederik I Barbarossa (1122-1190) ∞ 1156 Beatrix I van Bourgondië (ca. 1140-1184) | Theobald V van Blois (1130-1191) ∞ Adelheid van Blois (1150-1198            | Theobald V van Blois (1130-1191) ∞ Adelheid van Blois (1150-1198            | Theobald V van Blois (1130-1191) ∞ Adelheid van Blois (1150-1198 | Theobald V van Blois (1130-1191) ∞ Adelheid van Blois (1150-1198 | Theobald V van Blois (1130-1191) ∞ Adelheid van Blois (1150-1198 | Theobald V van Blois (1130-1191) ∞ Adelheid van Blois (1150-1198 | Theobald V van Blois (1130-1191) ∞ Adelheid van Blois (1150-1198 | Theobald V van Blois (1130-1191) ∞ Adelheid van Blois (1150-1198 | Theobald V van Blois (1130-1191) ∞ Adelheid van Blois (1150-1198 | Theobald V van Blois (1130-1191) ∞ Adelheid van Blois (1150-1198 | Theobald V van Blois (1130-1191) ∞ Adelheid van Blois (1150-1198 | Theobald V van Blois (1130-1191) ∞ Adelheid van Blois (1150-1198 | Theobald V van Blois (1130-1191) ∞ Adelheid van Blois (1150-1198 | Theobald V van Blois (1130-1191) ∞ Adelheid van Blois (1150-1198 | Theobald V van Blois (1130-1191) ∞ Adelheid van Blois (1150-1198 | Theobald V van Blois (1130-1191) ∞ Adelheid van Blois (1150-1198 | Theobald V van Blois (1130-1191) ∞ Adelheid van Blois (1150-1198 | Theobald V van Blois (1130-1191) ∞ Adelheid van Blois (1150-1198 | Theobald V van Blois (1130-1191) ∞ Adelheid van Blois (1150-1198 | Theobald V van Blois (1130-1191) ∞ Adelheid van Blois (1150-1198 | Theobald V van Blois (1130-1191) ∞ Adelheid van Blois (1150-1198 | Theobald V van Blois (1130-1191) ∞ Adelheid van Blois (1150-1198 | Theobald V van Blois (1130-1191) ∞ Adelheid van Blois (1150-1198 | Theobald V van Blois (1130-1191) ∞ Adelheid van Blois (1150-1198 | Theobald V van Blois (1130-1191) ∞ Adelheid van Blois (1150-1198 |
| Grootouders     | Berthold IV van Meranië (ca. 1153-1204) ∞ Agnes van Rochlitz (1154-1195)    | Berthold IV van Meranië (ca. 1153-1204) ∞ Agnes van Rochlitz (1154-1195)    | Berthold IV van Meranië (ca. 1153-1204) ∞ Agnes van Rochlitz (1154-1195)    | Berthold IV van Meranië (ca. 1153-1204) ∞ Agnes van Rochlitz (1154-1195)    | Otto I van Bourgondië (1167-1200) ∞ Margaretha van Blois (1170-1230)                     | Otto I van Bourgondië (1167-1200) ∞ Margaretha van Blois (1170-1230)                     | Otto I van Bourgondië (1167-1200) ∞ Margaretha van Blois (1170-1230)        | Otto I van Bourgondië (1167-1200) ∞ Margaretha van Blois (1170-1230)        |                                                                  |                                                                  |                                                                  |                                                                  |                                                                  |                                                                  |                                                                  |                                                                  |                                                                  |                                                                  |                                                                  |                                                                  |                                                                  |                                                                  |                                                                  |                                                                  |                                                                  |                                                                  |                                                                  |                                                                  |                                                                  |                                                                  |                                                                  |
| Ouders          | Otto I van Meranië (1180-1234) ∞ 1208 Beatrix II van Bourgondië (1193-1231) | Otto I van Meranië (1180-1234) ∞ 1208 Beatrix II van Bourgondië (1193-1231) | Otto I van Meranië (1180-1234) ∞ 1208 Beatrix II van Bourgondië (1193-1231) | Otto I van Meranië (1180-1234) ∞ 1208 Beatrix II van Bourgondië (1193-1231) | Otto I van Meranië (1180-1234) ∞ 1208 Beatrix II van Bourgondië (1193-1231)              | Otto I van Meranië (1180-1234) ∞ 1208 Beatrix II van Bourgondië (1193-1231)              | Otto I van Meranië (1180-1234) ∞ 1208 Beatrix II van Bourgondië (1193-1231) | Otto I van Meranië (1180-1234) ∞ 1208 Beatrix II van Bourgondië (1193-1231) |                                                                  |                                                                  |                                                                  |                                                                  |                                                                  |                                                                  |                                                                  |                                                                  |                                                                  |                                                                  |                                                                  |                                                                  |                                                                  |                                                                  |                                                                  |                                                                  |                                                                  |                                                                  |                                                                  |                                                                  |                                                                  |                                                                  |                                                                  |